# محسن شاطرزاده یزدی
محسن شاطرزاده (زاده ۱۳۳۸ در مشهد)  سفیر ایران در برزیل بود.
وی در آبان 1384 به دعوت وزیر صنایع و معادن به عنوان معاون امور بین الملل و اقتصادی وزیر صنایع منصوب شده و نماینده وزیر در کمیسیونهای عالی کشوری شد. 